# Ріка Усамі
Ріка Усамі (яп. 宇佐美 里香, Usami Rika; нар. 20 лютого 1986, Токіо, Японія) — японська каратистка, спеціалістка з ката у стилі Шіто-рю. Чемпіонка світу 2012 року, багаторазова переможниця національних і міжнародних турнірів. Відома своєю технічною майстерністю та харизматичними виступами.:contentReference[oaicite:8]{index=8}

## Біографія
Усамі почала займатися карате у 10 років, надихнувшись сценою з телевізійного шоу, де жінка-каратистка перемагала злочинця. Спочатку вона тренувалася у стилі Ґодзю-рю, а згодом перейшла до стилю Шіто-рю . Її перша участь у турнірі відбулася у 12 років, а першу значущу перемогу вона здобула у 17 років на Всеяпонському шкільному чемпіонаті з карате .
Вікіпедія
Усамі навчалася в Університеті Кокусікан, де згодом стала тренером команди з карате .

## Спортивні досягнення
Ріка Усамі має численні перемоги на національних та міжнародних змаганнях:
- Чемпіонат світу з карате 2012 (Париж, Франція) — золота медаль у жіночому індивідуальному ката .Вікіпедія
- Чемпіонат світу з карате 2010 (Белград, Сербія) — бронзова медаль у жіночому індивідуальному ката .
- Азійські ігри 2010 (Гуанчжоу, Китай) — золота медаль у жіночому індивідуальному ката .Вікіпедія+4Вікіпедія+4Celeb Doko+4
- Чемпіонати Японії — п’ятиразова чемпіонка у 2007, 2009, 2010, 2011 та 2012 роках .

## Тренерська діяльність
Після завершення змагальної кар'єри Усамі присвятила себе тренерській роботі. У березні 2021 року вона була призначена головним тренером команди з карате Університету Кокусікан . У травні 2021 року Усамі стала головою Комітету з підготовки спортсменів Японської федерації карате

## Визнання
Ріка Усамі вважається однією з найвидатніших каратисток у дисципліні ката. Її виступ на Чемпіонаті світу 2012 року в Парижі, де вона виконала ката "Chatanyara Kushanku", отримав широке визнання і був описаний як "найкрасивіше ката у світі"